# Harcrend
A harcrend vagy csatarend (ógörög: ταξιζ, latin: acies, angol: order of battle, francia: ordre de bataille, német: Schlachtordnung) katonai kifejezés, a csapatok csatára való felsorakozásának megállapított rendje, amely szerint a csapatok felfejlődtek a csatára.
Az ókortól egészen a 18–19. századig a csatarendet a csata előtt kellett a katonákkal begyakoroltatni és felállítani, mert a csata megkezdése után már nem, vagy csak igen nehézkesen lehetett az egyes csapatokkal manőverezni (kivétel ez alól a lovasság). Ha a csatarend valamilyen okból (pl. az ellenség támadása, a terep egyenetlensége) felbomlott, akkor a sereg joggal számíthatott arra, hogy az ütközetet elveszti.
Ellenkezőleg, ha egy sereg kellőképpen felállította és megtartotta csatarendjét, akkor akár számszerű túlerőben lévő ellenséges sereget is le tudott győzni (az egyik példa erre Napóleon egyiptomi hadjárata).
A legújabb korban a seregrészek egyes csapatait már a harc céljának, a terep domborzati viszonyainak, az ellenséges haderő elhelyezkedésének és (vélt vagy valós) szándékainak figyelembevételével állították fel és a csatarend merev megtartása helyett már a harcfeladat elérése (pl. a falu vagy magaslat elfoglalása) lett fontos.
A harcrendet a modern harcászatban mint tervezési-hadszervezési eszközt használják fel, az ellenséges erők számbavételére, illetve harcerejük elemzésére. A csatarendet a hadtörténészek és a hadgyakorlatok szervezői is felhasználják, hogy képet adjanak a csatákban szemben álló erők összetételéről és szervezetéről.

## Ókori görögök
Szárazföldön a görögöknél általában a phalanx (ógörög: φαλαγξ, magyarosan falanx) volt a legszokottabb csatarend, melynek harcmódja egész a peloponnészoszi háborúig a nehézfegyverzetű gyalogságon (hoplita v. οπλιται) alapult. A spártai könnyűfegyverzetű helóták főleg mint uraik fegyverhordozói szerepeltek. A csatarendben a helóták a hopliták háta mögött sorakoztak fel, onnan parittyaköveket vagy gerelyeket dobáltak az ellenségre, illetve a sebesülteket kihordták a tolongásból.
Az athéniek hasonlóképpen használták fel rabszolgáikat; nekik azonban volt polgári könnyű gyalogságuk is, az íjászok (τοξοται).
A phalanx csatarendjében a hopliták csapatai törzsek szerint jobbról balra párhuzamosan helyezkedtek el az ellenség csatarendjével szemben hosszú egyenes rendben, mely legalább 8 sornyi mély volt; előnyomulás közben harci dalt (παιαν εμβατηριοζ) énekeltek és mikor már közeledtek az ellenséghez, heves csatakiáltással (αλαλα, ελελευ) rohamot intéztek ellene. A legtöbb hoplita ekkor hajította az ellenségre nehéz lándzsáját. Ezután a közelharc már rövid szúró/vágófegyverrel folyt.
A phalanxban a szárnyak erejétől függött leginkább a zárt rendek fenntartása, ezért a szárny számított a csatarend kitüntetett helyének. Ha a sereg egyes főrésze (a két szárny és a közép) különböző néptörzsekből és külön parancsnokság alatt állt, többször megesett, hogy az egyik rész győzött, míg a másikak pedig vereséget szenvedett.
A legyőzött ellenség üldözése a lovasság és a könnyű gyalogság csekély száma miatt nem volt szokásban; emellett elég volt, ha az a fél, mely a harctér ura maradt, győzelme jeléül „tropaeumot” állított föl a csatatéren.

### Ferde csatarend

Felül: A tradicionális hoplita csatarend
Alul: Epameinóndasz taktikája. A vörös blokkok az elit csapatok.

A peloponnészoszi háborúig a csatát általában a szárnyakon döntötték el és mivel általában a jobb szárnyon egyesítették a phalanx legnagyobb erőit, gyakran megtörtént, hogy a jobbszárnyak a szemben álló balszárnyakat legyőzték és szétkergették. Ekkor az a fél biztosította magának a győzelmet, amelyik gyorsabban össze tudta gyűjteni és rendezni a phalanxot.
Erre válaszul a thébai politikus és hadvezér, Epameinóndasz kialakította a ferde csatarendet (λοξη φαλαγξ), amelynek lényege, hogy az ellenség jobb szárnyával szemben álló bal szárnyat megerősítette, ott nagyobb mélységben állította fel hoplitáit. A balszárny ezután támadást intézett az ellenséges jobbszárny közepe ellen, míg az arcvonal közepe és jobbszárnya eközben a harctól tartózkodva arra ügyelt, hogy a ferdévé vált arcvonal meg ne bomoljon, illetve az ellenség balszárnyát a fenyegetett jobbszárny támogatásában megakadályozza.
Az ellenség megtörésére használták a thébaiak Pelopidas ún. szent csapatát (300 elit harcos), amely a megerősített balszárny mögül ék alakban (εμβολον) előrontott és az ellenség jobb szárnyát, illetve hátát támadta.

### Tengeri csatarend
A görögök hajóhadi csatarendjéről és harci taktikájáról kellő tudósítások híján egész a perzsa háborúkig csak föltevésre vagyunk utalva.
Határozott hajócsatarendjük nem volt; hosszú vonalban álltak föl az ellenséges hajóhaddal szemben és azon voltak, hogy mielőbb közel kerüljenek az ellenséges hajókhoz és ember ember ellen harcolhasson, mint a szárazon.
Manővereikben a körülményekhez alkalmazkodtak, harc közben az volt a fő törekvésük, hogy az ellenséges hajót átlyukasszák vagy evezőit eltörjék. A görögök kedvelt taktikai fogása volt az áthajózás (διεκπλειν, διεκπλουν ποιεσςαι), mikor nagy sebességgel erősen nekihajtottak az ellenséges hajóvonalnak és sebesen keresztülhajóztak közte és közben igyekeztek eltördelni az útjukba eső hajók evezőit, sőt ügyes fordulattal ki is lyukaszthatták a hajót.

## Nagy Sándor csatarendje
Nagy Sándor megszüntette a thébai szent csapatot és a hagyományos phalanx elrendezést, és a döntő támadás súlyát a makedón lovasságra helyezte át.
A makedón csatarendnek már csak két része volt, azaz a támadást vezető jobb- és a védekező balszárny. A jobbszárnyon könnyűgyalogság (agrián íjászok) álltak, mellette balra a nehéz és könnyűfegyverzetű makedón lovasság; ezek után a balszárny felé következtek a nehézfegyverzetű sorgyalogság (hopliták), a szövetséges és thesszáliai nehéz lovasság, valamint a paeoniai könnyű lovasság.
Az ütközetet a könnyű gyalogság kezdte meg a vonal elé vonulva; ezután következett a macedón lovasság rohama; a lovasságot követték a hopliták és a balszárny lovasságának támadása, szintén ferde vonalban.

## Rómaiak

### A légió csatarendje

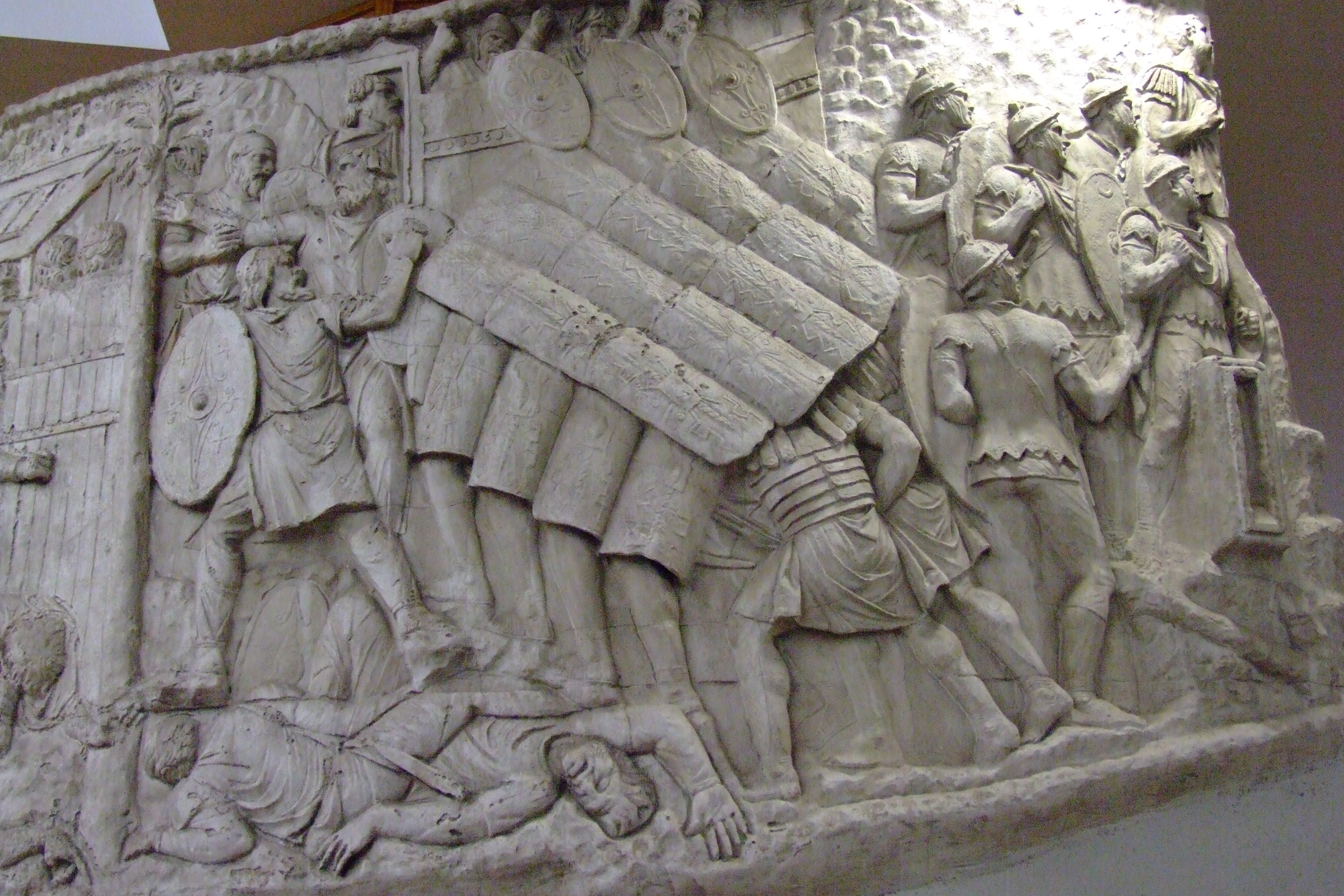
Erődített várost ostromló legionáriusok Traianus oszlopáról

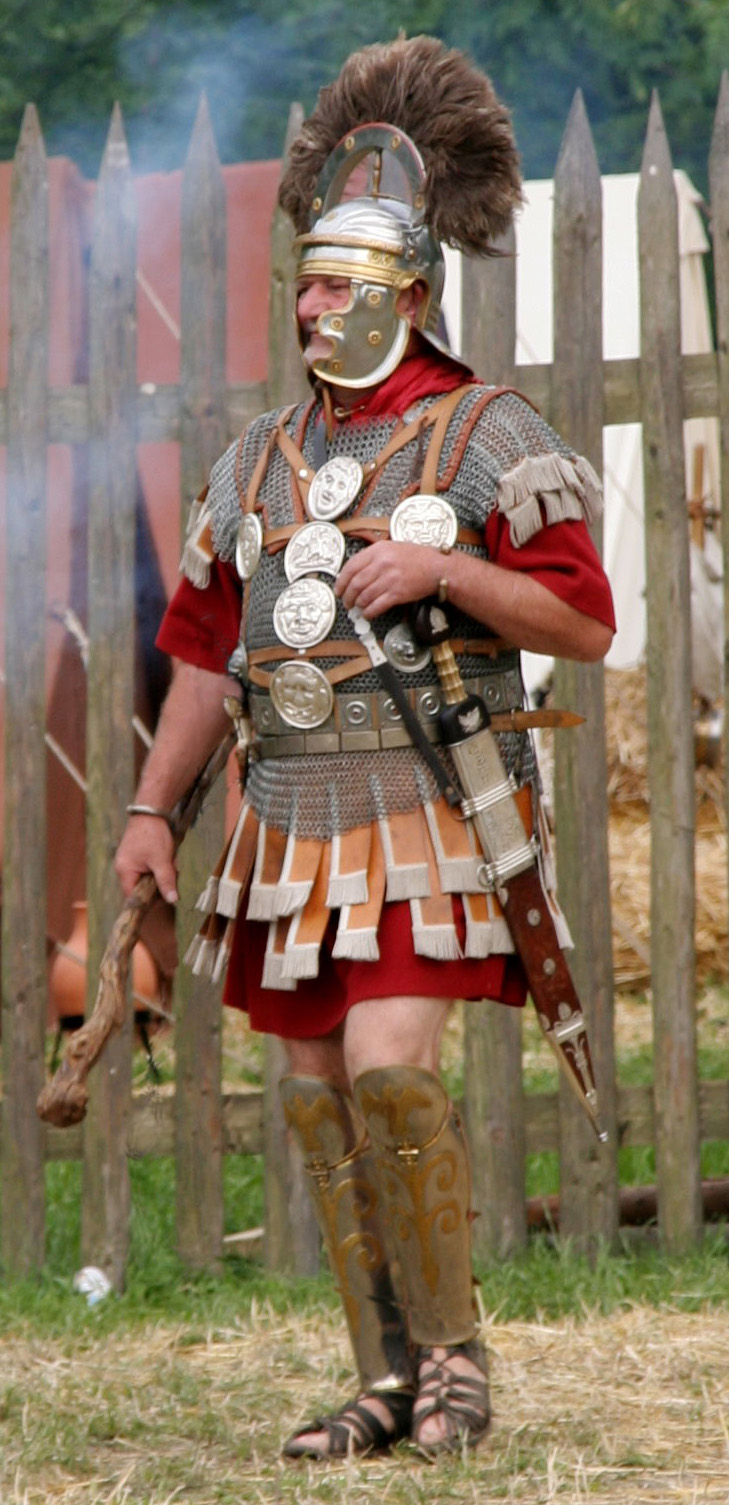
Római centurio-nak öltözött hagyományőrző

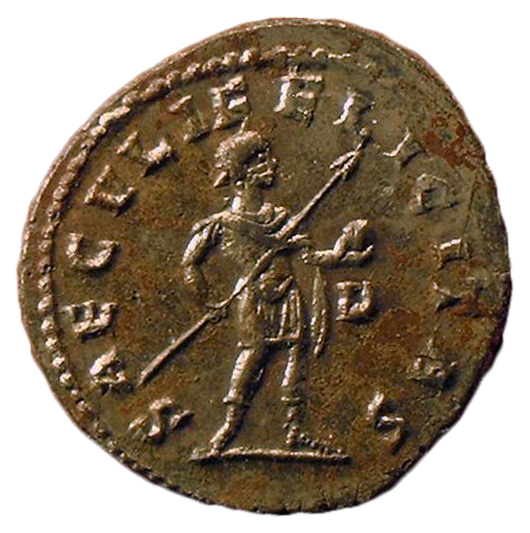
Római pénzérme, Antoninianus császár pilumot és egy gömböt tart a kezében

Az ókori Róma szárazföldi hadviselésében a királyság koráig fennmaradt a régi dór phalanx, mint a légiók csatarendje. Ezt a rómaiak az etruszkoktól vették át; ennek alapján a nehéz gyalogságot előbb három, később hat sornyi mélységű arcvonalban állították föl. Ez a nehézgyalogság, az első három osztályból, alkotta a légió harcerejének legnagyobb részét.
A 4. és 5. osztályba tartozó könnyű fegyverzetű katonák (rorarii), akik hajítódárdával és parittyával harcoltak, kezdték az ütközetet, támadásuk után a phalanx mögé húzódtak vissza és általában a légió tartalékát alkották.
A római (nemesi) lovasságnak a királyság korában, egészen Servius Tulliusig fontos feladata volt: mint nehézlovasságot arra használták föl, hogy az ellenséges vonalat áttörje. A későbbiekben a lovasság jelentősége csökkent és leginkább a szárnyakon, az ellenség bekerítésére vagy visszavonulásának megakadályozására használták.
Feltehetően a samnis háborúk tapasztalatai késztették a rómaiakat a manipulusrendszer bevezetésére, hogy fokozzák a légiók mozgékonyságát, manőverezőkészségét, és így mind támadásra, mind védekezésre, illetve közel és távolharcra is alkalmassá tegyék. Ekkor már nehézfegyverzetű légiókat is alkalmaztak, mint a támadó sereg tartalékait.
Az átszervezés eredményeként a phalanxot három hadrendben v. hadoszlopban (triplex acies) állították fel. Az első rendbe (prima acies) került a hastati 10 manipulusa, egymástól körülbelül olyan távolságnyira, mint amekkora egy manipulus arcvonalának a hossza; a második rendbe (secunda acies), az első rend manipulusai közt hagyott hézag irányába, jutott a principes 10 manipulusa; végül a harmadik rendbe (tertia aceis), valamivel hátrább, a hastati manipulusaival egyvonalban, a triartii 10 manipulusa. Ezt az elrendezést quincunx néven ismerték. Ebben a csatarendben általában a triartii manipulusai voltak a legtapasztaltabb és legjobban felszerelt katonák, akikre a csata kimenetelének eldöntése várt.
Bár a későbbiekben a manipulusokat a könnyebb manőverezés érdekében két-két centuriára osztották fel, de a manipulus egysége megmaradt, mert a két centuria egymáshoz zárkózott s a jobb szárnyon álló centurio vezetése alatt állt az alakzat. A manipulus katonáit oldalt és hátul zárt rendekben (confertis ordinibus) egymástól kb. 89 cm-re álltak, ritkultabb rendekben (laxatis ordinibus) ezt a távolságot megduplázták.
A támadást a könnyű fegyverzetű katonák (velites) kezdték meg és amikor az ellenség lőtávolon belülre ért, a manipulusok mögé húzódtak vissza. A közelharc során először a hastate manipulusai csaptak össze az ellenséggel, majd ha ezek engedni voltak kénytelenek, a manipulusaik közt levő nyilásokon a principes manipulusai léptek elő, előbbiek visszahúzódtak; a principes kimerülése esetén (res ad triarios venit = végsőre kerül a dolog) a triarii vagy pili manipulusai, akik addig pajzsaik mögött térdeltek, fölemelkedtek és beavatkoztak a küzdelembe.
Scipio Zamánál a quincunx csatarend helyett mind a három rend manipulusait egy irányban állította föl egymás mögött, hogy a punok elefántjainak szabad utat nyisson.

### Római lovasság
A lovasság a római harcmodorban, és ennek megfelelően a csatarendben is, a királyság kora után már csak mellékes szerepet játszott. A könnyű fegyverzetű lovasságot általában a csatarend nyílásainak kitöltésére használták és centuriánként megoszolva manipulusaik két oldalára léptették föl. Amikor szükség lett a nyílásokra (akár az ellenség elefántjainak átengedése miatt, akár azért, hogy a légionáriusok fegyvereik kényelmesebb kezelése céljából soraikat tágabbra nyithassák, akkor visszavonultak manipulusaik mögé.

### A légiók csatarendje a zsoldos hadsereg korában
A manipulusrendszerben a census alapján osztották be a katonákat az egyes rendekbe. A birtokviszonyok változása miatt szükségessé vált előbb a censusfok leszállítása, majd később a toborzás (conquisitio) bevezetése. Marius az egész légiót egyforma fegyverrel, a pilum-mal és rövid karddal látta el és minden rangkülönbséget megszüntetett az egyes seregrészek között.
A kimberek elleni háborúban a manipulus rendszer gyengeségei is napvilágra kerültek, mert a hármas tagolás hosszabb és statikusabb csatákra volt kitalálva. A kimber törzsek harcmodora viszont az első roham erejére és a rómaiak csatarendjének megbontására épült, és a manipulusrendszer nyílásai megkönnyítették a kimber lovasság áttörését és a római csatarend felbomlását.
Szükségessé vált tehát az egész légió megerősítése, illetve a korábban tartalékban tartott elit manipulusok, a triarii elosztása. Már a harmadik pun háborúban is egyesítették a manipulusokat úgy, hogy egy rendben 10 manipulus helyett 5 kettős manipulus állt, megfelelő távolsággal. Marius reformjai nyomán a légiót tíz, 400-500 katonából álló cohors-ra osztották fel és mind a 10 cohors egy vonalban (simplex acies) állt fel. Később Julius Caesar triplex aciest formált, az első rendbe 4, a másik kettőbe 3–3 cohors-t állított.

### Cohors csatarend
Minden cohorsban a három manipulus egymás mellett sorakozott fel, az egyes manipulusok két centuriája szintén egymást mellett állt. A cohorsok között és mögött kb. egy cohors-nyi távolság volt, csak a harmadik rend állt ettől hátrább, hogy szükség esetén könnyebben manőverezhessen.
A cohors formációban felálló légió támadása történhetett:
- egyenes vonalban (longa fronte), úgy, hogy a gyalogság a középen (media acies) foglalt állást, a lovasság (socii és auxilia) pedig a szárnyakon;
- ferde csatarenddel (obliqua acies), amikor például a jobbszárny (dextra acies) az ellenséget szárnyban támadta meg s a balszárny (sinistra acies) hátrább maradva csupán az igazodásra, vagyis az arcvonal fenntartására ügyelt;
- ék alakban (cuneus, katonanyelven: caput porcinum), mikor a csatarend közepe a két szárny hátrébb maradásával ékformában nyomult előre az ellenség centrumának áttörésére;
- az ellenség ék alakban végrehajtott támadása ellen olló alakú (forfex) vagy öblös csatarenddel (sinuata acies) védekeztek;
- bekerítés (orbis) esetén a cohorsok kört alkottak.

Augustus császár uralkodása alatt, és egy ideig utána is a kettős csatarend volt szokásban, amelyben mind az első, mind a második rend 5 cohorsból áll. A későbbi császárok azonban a phalanx csatarendre tértek vissza, amely egy Hadrianus idejéből fennmarad leírás alapján így nézett ki: a légionáriusok 8 hézagtalan sorban álltak fel; a sorok közül az első négy pilummal, a hátsó négy pedig lanceával van fegyverkezve; a 9-ik sort íjas auxiliares képezték; a phalanx két szárnyán és háta mögött állt a lovasság, és végül leghátul egy válogatott csapatokból szervezett tartalék.

### Római tengeri hadviselés
A punok ellen viselt háborúk késztették Rómát először hajóhad kiállítására, bár hadihajóik voltak már előbb is. Eleinte a tengeri ütközetet is a szárazföldi hadviselés mintájára, személyes harccal törekedtek eldönteni; a csata során kapócsáklyák (corvi, harpagones) segítségével az ellenséges hajót a támadó mellé húzták és onnan támadták. Ekkor még nem alakítottak ki csatarendet a hajóknak.
Az Ecnomus-foki csatában a punok egyenes vonalú csatarendjével szemben a római hajóhad háromszöget alakított ki, melynek egyik szöge ék alakban az ellenséges vonal felé irányult, a háromszög alapja pedig kettős vonalból áll.
A későbbi tengeri hadviselésben a rómaiak rátértek az egyenes vonalú csatarendre, amelyet egyszerűen kettősre (acies duplex), ritkábban egyesre (acies simplex) formáltak. Hogy a csatarendnek nagyobb mozgékonyságot adjanak, a két szárnyat és a közepet időnként elkülönítik. Bekerítés céljából előfordult még a hold alakú csatarend (acies lunata v. falcata) is.

## Kora középkor

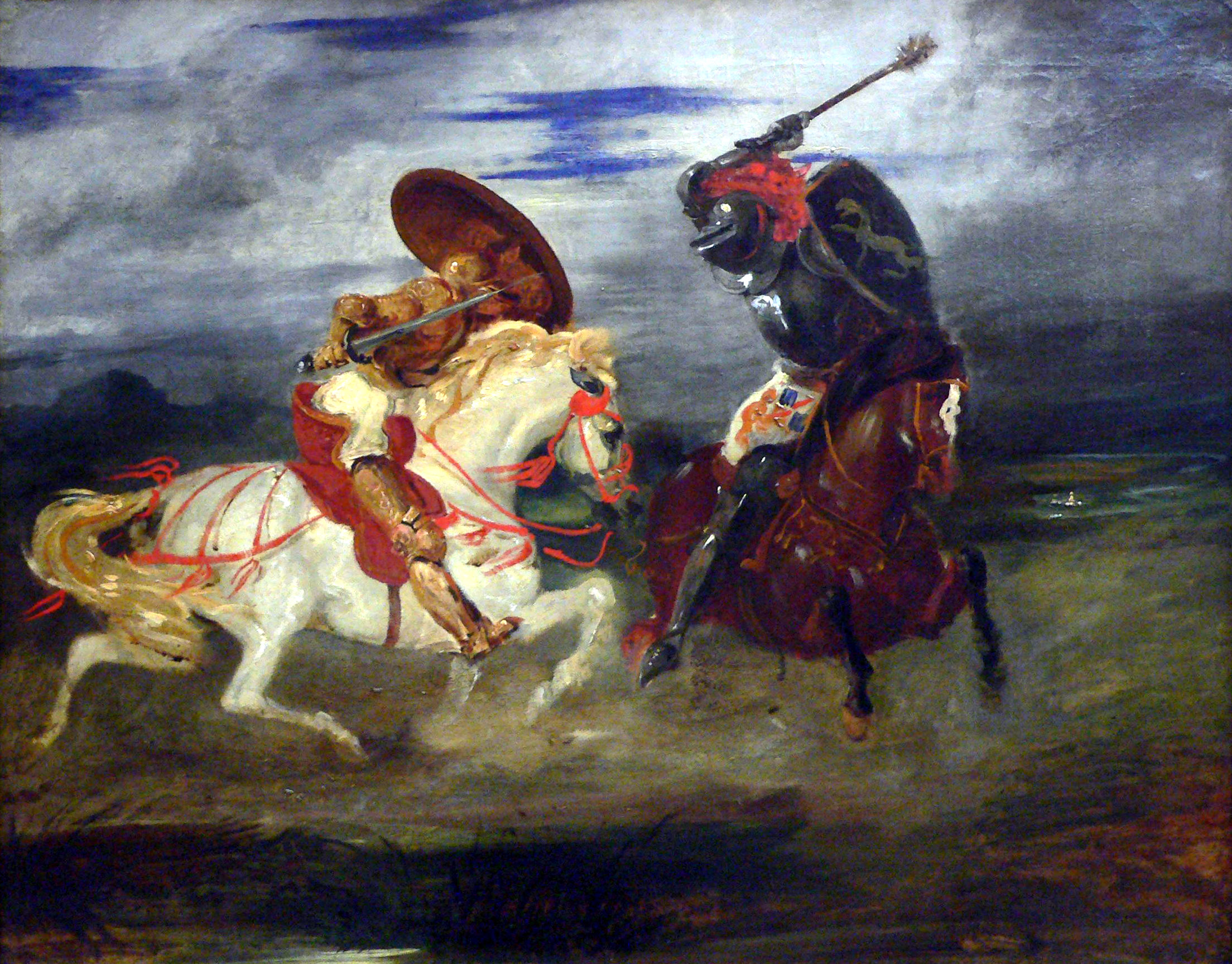
Középkori lovagok összecsapása, Eugène Delacroix Combat de chevaliers dans la campagne festményén

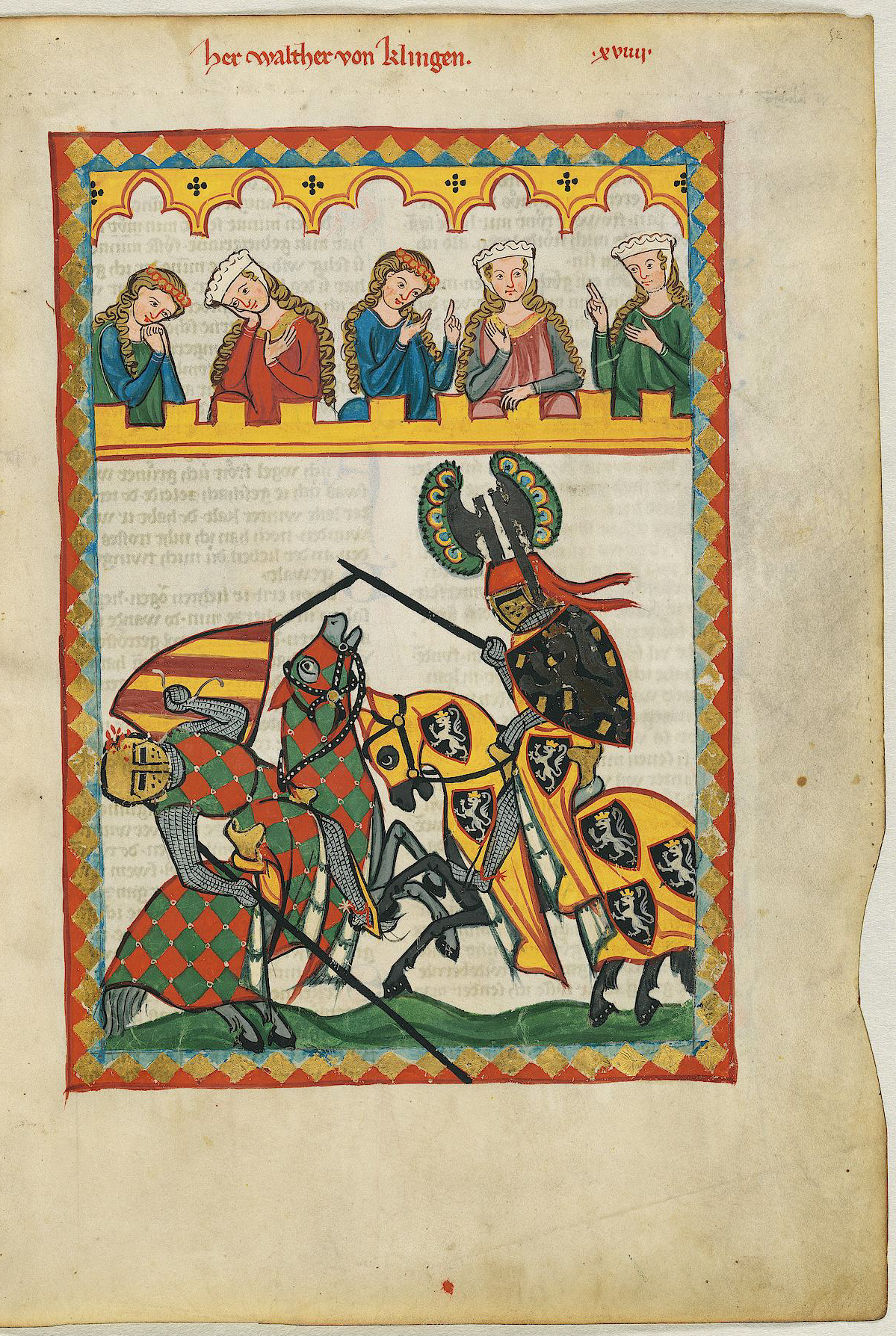
Két lovag összecsapása egy középkori kódex illusztrációján

A római birodalom bukását követően a szorosan zárt alakzatban felálló légiók csatarendje is feledésbe merült. A 3. századtól kezdve az Európa nyugati részét elözönlő germán törzsek egyre inkább a lovasságot részesítették előnyben és bizonyos esetekben, mint például a keleti gótoknál (osztrogótok) a lovasság alkotta a haderő nagy részét.
A rómaiakat Nyugat- és Közép-Európában felváltó frankok viszont továbbra is többségében gyalogos sereget állítottak ki, a sereg elit harcosai, a comitatus-ok lovon érkeztek a csatába, de gyalogosan harcoltak. Ennek két előnye is volt: az általában nehéz fémpáncéllal felszerelt katonák kevésbé merültek ki a csata előtti menetelésben, illetve könnyebben tudtak reagálni az ellenség váratlan manővereire. Ez utóbbi igen jelentős tényező lett, amint a 7. század során egyre gyakoribbak lettek a muzulmán betörések a Frank Birodalom területén. Martel Károly serege is lovon érkezett a Poitiers-i csatába 732-ben, de a csatát már gyalogosan vívták meg. Ez a harcmodor viszont nem tette lehetővé szoros csatarend kialakítását.
A 8. századtól kezdve a Karolingok alatt a Frank Birodalom már hódító hadjáratokat vezetett és ezzel együtt egyre több frank katona kapott lóra, hogy a császárt a hadjáratokra elkísérje, sokszor még a csatában is a lóról harcolva. A jól felszerelt, páncélozott frank lovasság tette lehetővé Nagy Károly hódításait és a frankok uralmának kiterjesztését, szolgálataikért cserébe a császártól földbirtokokat (benefices) kaptak. A Karoling dinasztia bukása és a birodalom felbomlását követő zűrzavarban ezek az adományok tették lehetővé a földbirtokos lovagi rend kialakulását. A lovag megnevezést a 12. századtól kezdve szinte kizárólag lovas katonára értették.
A páncélozott, karddal, pajzzsal és lándzsával felszerelt, lóhátról harcoló lovagok azután egészen a 14. századig az európai hadviselés meghatározó szereplői lettek. A páncélzat és a fegyverzet beszerzésének és fenntartásának költségei miatt csak a leggazdagabb nemesurak engedhették meg, hogy lovagként harcoljanak.
Harcmodoruk az egyenes vonalban felállított lovagok mindent elsöprő rohamán alapult, a csata közben nem nagyon volt lehetőség az egyes lovagok irányítására. Miután a lovagok áttörték az ellenség vonalát, a tartalékban felállított könnyűfegyverzetű lovasok vagy gyalogos katonák felszámolták az ellenség ellenállását, foglyul ejtették a lovukról leesett és emiatt mozgásképtelen lovagokat és megkezdték az ellenséges sereg üldözését. A csata közben nemritkán került sor az egymással szemben álló lovagok párbajára.
A nehézlovassági rohamnak a 14. századtól kezdve egyre sikeresebben álltak ellen a szoros, zárt alakzatban felállított, pikával vagy buzogánnyal felszerelt gyalogosok, illetve a páncélt átütő hosszúíjjal felszerelt angol íjászok (modern angol történelemírás már nem így látja). A kor főszereplői, a francia lovagok sorozatos vereségeket szenvedtek, mint például a Crécy-i, bannockburni, laupeni vagy az Aranysarkantyús csatában. A százéves háború alatt az angolok leszállították lovaikról a lovagokat és az íjászok előtt állították fel őket, feladatuk a halálos nyílzáporon áttörő francia lovagok megállítása volt. A franciák is kénytelenek voltak követni példájukat, és 1350 – 1430 között szintén gyalogosan harcoltak. A százéves háború vége felé, ahogy egyre inkább az angolok fölé kerekedtek, a francia lovagok ismét visszatértek a lovas harcmodorhoz és a Formigny-i csata kimenetelét már a francia lovagok rohama döntötte el.
A százéves háborúk során kezdődött el az a folyamat, hogy a lovagok egyre inkább professzionális, zsoldos harcosokká váltak. Később az itáliai háborúk alatt (1494 és 1559 között) a franciák leginkább zsoldos lovagokkal harcoltak és ehhez a harcmodorhoz alkalmazkodtak a szemben álló seregek is.

## Késő középkor

### Gyalogság

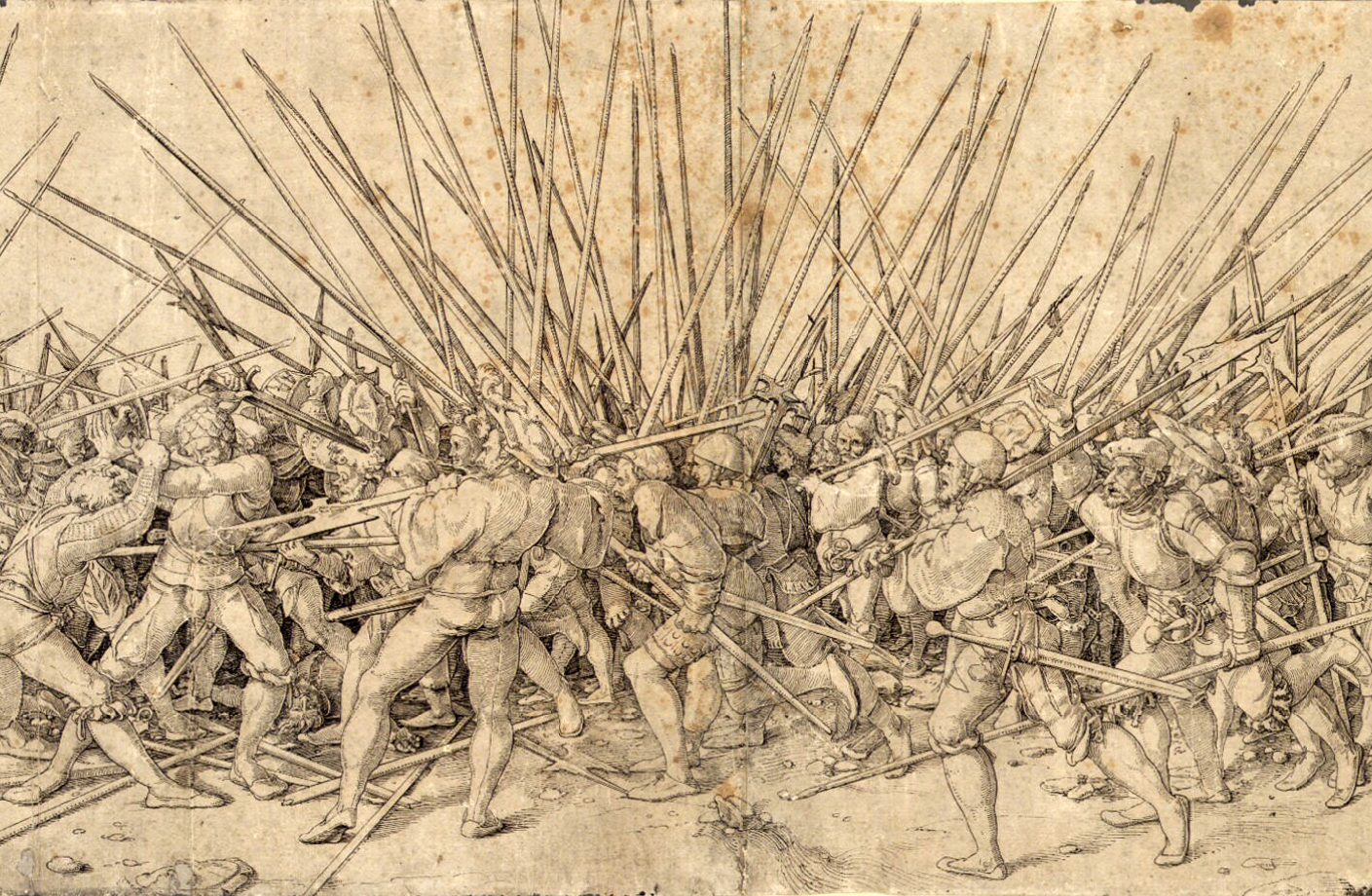
Svájci lándzsások harca a német pikás landsknechtek ellen.

A 15. század végétől a 17. század végéig terjedő időszakban váltak a tűzfegyverek komoly harci eszközökké, és ennek révén kialakult és a korabeli hadviselés meghatározó eleme lett az újkori gyalogság. A nehézfegyverzetű lovagokat ekkorra felváltja a könnyű, karddal és lőfegyverekkel felszerel lovasság. A korai középkorban még ismeretlen tényező, a zárt tömegben fellépő gyalogság lökőereje és védekezőképessége végleg megfosztja korábbi fölényétől a lovagi harcmodort.
A 15–16. századból számos feljegyzést és hadtörténeti munka maradt fenn, amely a gyalogság felállításának, harcrendjének és vezetésének optimális módját kereste. Ez a folyamat, a harcrend felállításának tudományos vizsgálata alapozta meg az újkori taktika, mint hadtudomány kialakulását. A korabeli hadvezérek gyakran a klasszikus görög és római hadvezérek megoldásaihoz nyúlnak vissza, az általuk használ formációk már nem kísérletezésen, hanem az elmélet, a történelem és a gyakorlat alapos ismeretén alapulnak.
A lovagkor leáldozását követően a gyalogságot két csoportban, a muskétával felszerelt lövészeket és a pikásokat egymástól elkülönítve négyzet vagy téglalap alakú formációkban, esetenként 20-30 ember mélységben állították fel. A muskétások feladata volt a lőtávolságba kerülő ellenség megritkítása, formációjának felbontása, míg a pikások hajtották végre a csatát eldöntő rohamot. Védekezés során a pikások feladata volt az ellenséges pikások és lovasok feltartóztatása, a lövészek védelme. Bár a formációk felállítása, mozgatása és irányítása igen nehézkes volt, de elsősorban a lovasok ellen igen hatásosnak bizonyult. (kivéve az itáliai háborúk francia lovagjai, valamint a lengyel nehézlovas huszárság ellen)
A 16. század végén Orániai Vilmos herceg (1533–1584) újításai nyomán a gyalogság négyszögeit egyre kisebb egységekre bontották és az alakzatok mélységét 8-10 emberre csökkentették. A lőfegyverrel felszerelt katonák egyre hatásosabbak lettek, mert az alakzat mélységének csökkentésével együtt megnőtt a szélessége, azaz egyszerre többen tudtak tüzelni. A tüzelés folyamatosságát tovább növelte, hogy mindig csak az első sor lőtt, majd az alakzat háta mögé futott, fegyverét újratölteni, miközben a következő sor tüzelt. Ezeknek a meglehetősen bonyolult manőverek, fogások és mozdulatok végrehajtásához természetesen jól kiképzett, fegyelmezett és irányzott gyalogos katonákra volt szükség.
A 17. század vége felé terjedt el a kovás-záras puska, ami lényegesen könnyebb, mint a muskéta és lényegesen nagyobb a tűzgyorsasága. Ezzel együtt a gyalogos alakzatok egyre laposabbak lettek és szinte vonalszerű csatarendben álltak fel. A szurony használata végül feleslegessé tette a pikásokat, és ezzel kialakult az egységesen felszerelt gyalogságból álló harcrend.

### Lovasság
A gyalogság kialakulásával egy időben az egyedi harcot vívó lovagságot felváltja a zárt tömegben fellépő lovasság. A 16. század második felében a lovasságot is tűzfegyverrel szerelték fel. Ennek következtében klasszikus feladatát, a szálfegyverrel végrehajtott rohamot nem tudta teljesíteni. Az átmeneti zavar után azonban a lovagság visszatért eredeti feladataihoz, vagyis a bekerítéshez, váratlan manőverek végrehajtásához és a megfutamodó ellenség üldözéséhez.

### Tüzérség
A korábban szinte csak várak ostrománál használt tüzérség sorozatos fejlesztések eredményeként a 16. századra elnyeri helyét a csatatéren. Ehhez szükséges volt a tüzérség lőtávolságának, pontosságának és hatásosságának növelésére.

## Újkor

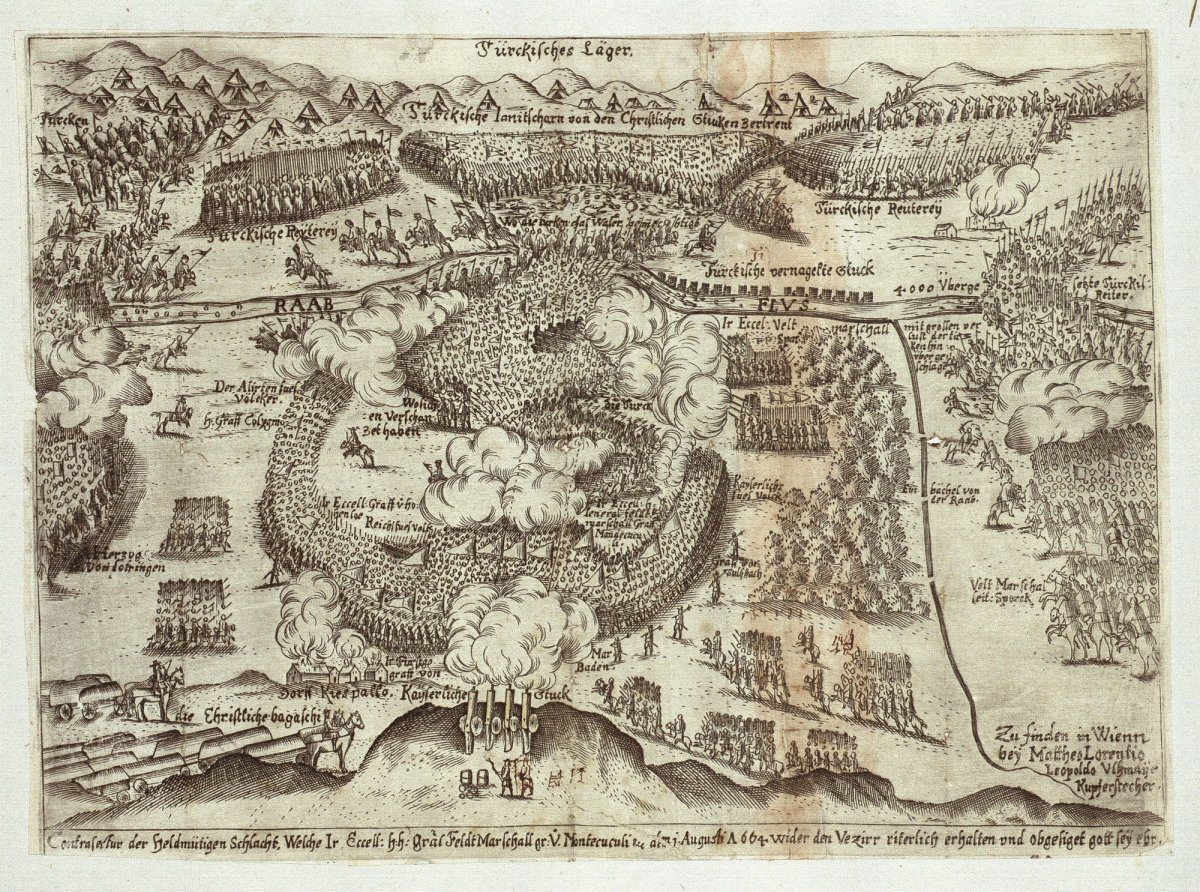
Az szentgotthárdi csata utolsó, döntő ellentámadása a hurokban elhelyezkedő törökök ellen. (17. századi kép, festője Matthäus Lorenz Leopold Ultzmayer). Jól látható a keresztény csapatok zárt oszlopú hadállása, az alsó részében pedig amint a keresztény had tüzérsége egy magaslatról lövi az ellenséget. Valójában nem állt ott domb és az egész ellentámadás alatt nem volt így támogató ágyútűz.

A 16–17. században végbement fejlődés eredményeként olyan csatarend alakult ki, amely lehetővé tette a három fegyvernem, a gyalogság, a lovasság és a tüzérség korábban ismeretlen együttműködését.
A szinte geometriai szabályossággal kialakított csatarend teljesen zárt tűzrendszer kialakítását tette lehetővé, a csatamező szinte minden pontját tűz alatt tudták tartani a hadvezérek. A gyalogság zárt alakzatai szinte mozgó erődítményt képeztek, amely elölről, oldalról és akár mozgás közben is tűz alatt tudta tartani az ellenséget, lehetővé téve korábban elképzelhetetlen manőverek végrehajtását.
A zárt és szigorúan megtervezett csatarend azonban szükségessé tette, hogy minden katona feladatát, mozdulatait gondosan begyakorolja és azt rögzítse. Ez lehetővé tette, hogy az egész harcrend áttekinthetővé váljon és a csata lefolyása tervezhető legyen. A csatarend másik hatása volt, hogy jelentős lélektani támasz nyújtott a katonák (és nemritkán parancsnokaik) számára: bármilyen fordulatot hozott a küzdelem, a felállás rendje és a többi katonához való rögzített pozíciója révén az alakzat fenntartása vagy helyreállítása lényegesen könnyebb volt.
Ezzel egyidőben, a vezényszóra végrehajtott mozdulatok annyira megfeszített figyelmet követeltek az egyénektől, hogy a küzdelemmel együttjáró erős fény- és hanghatás, sebesültek hörgése, megcsonkított halottak látványa nem vagy csak alig jutottak el a katona tudatába, imminissá téve a félelemmel szemben.

## Modern harcászat
Az első világháború kitörésének idejére az egyéni lőfegyverek és a tüzérség hatótávolsága és pontossága annyira megnőtt, hogy a zárt alakzatok felállítása bármely hadsereg számára egyenlő lett volna az öngyilkossággal. A nyílt terepen felvett csatarend felállítása helyett frontvonalak alakultak ki, amelyek a szemben álló csapatok elhelyezkedését jelezték. A katonák lövészárokba húzódtak vissza, majd alapos tüzérségi előkészítés után támadták az ellenséges lövészárkot. A szemben álló felek erejének hozzávetőleges egyensúlya miatt a frontvonalak megmerevedtek és kialakult a súlyos áldozatokat követelő állóháború.
A második világháborúban a modern gépesített alakulatok, elsősorban a páncélosok ellen a lövészárkok már nem nyújtottak megfelelő védelmet és nem alakultak ki merev frontvonalak. A harcrend kifejezés ekkorra elnyerte mai értelmét, és a szemben álló alakulatok elhelyezkedését jelölte a hadműveleteket tervező és végrehajtó parancsnokok számára.
A mai modern hadseregek, mint például az Amerikai Egyesült Államok hadereje gyakorlatában a harcrend a saját erőkkel szemben álló ellenséges alakulatok összetételét és harcértékét jelzi. A harcrend segítségével elemzik az ellenséges alakulatok létszámát, felszerelését és a várható ellenállás mértékét is.
Általában a hadműveleti tervezés szakaszában a következő alkategóriákat használják fel a harcrend kialakítására és elemzésére:
- összetétel: az ellenséges alakulat parancsnoki struktúrája és szervezete, a törzs és a beosztott alakulatok szervezeti rendje;
- elhelyezkedés: a törzs és a beosztott alakulatok földrajzi helyzete;
- a kiképzés minősége;
- harcászat: az ellenség várható manőverei;
- logisztika: a harctevékenységekhez szükséges anyagok, eszközök, illetve a személyzet pótlásának rendje;
- a harci eszközök technikai és elektronikai jellemzői;
- egyéb információk, mint pl.:
  - kiemelt személyek, mint a főparancsnok, a vezérkar v. törzskar vezetője, a magasabb szintű alakulatok parancsnokai;
  - a szemben álló alakulatok története, korábbi harcérintkezései;
  - az ellenség által használt egyenruha, rendfokozati és megkülönböztető jelzések.

A harcrend kialakításához és naprakészen tartásához szükséges információkat az egység parancsnokának kell beszerezni, ehhez segítséget nyújt az egyes egységek hírszerzési részlege, illetve a például az U.S. Army hírszerzése által folyamatosan frissített információs adatbázis, az „Order of Battle Section”.
Egészen a 20. század végéig az volt szokásos, hogy minden amerikai alakulat a szemben álló erőknek legalább két szervezeti szinttel lejjebb elhelyezkedő egységeit követi nyomon: tehát a hadosztály („division”) az ellenség dandár („brigade”) és zászlóalj („battalion”) szinten elhelyezkedő egységeiről gyűjtött információt, a dandár a zászlóalj és a század („company”), míg a zászlóalj a szakaszok („platoon”) szintjén állította fel harcrendjét. Az információgyűjtésnek ezt a módját George Patton tábornok vezette be a második világháború során és később ez általánosan elterjed az amerikai fegyveres erők gyakorlatában.
A 20. és 21. században a modern haderők hírszerzési képességei már lehetővé teszik, hogy ezt az alapszabályt meghaladják és nem ritka, hogy például az egyes zászlóaljak nem csak szakaszszinten, hanem akár az egyes ellenséges harcjárművek manővereiről is elegendő információval rendelkeznek. A kommunikációs eszközök fejlődésének köszönhetően a magasabb szintű parancsnokságok is szinte valós idejű információkkal rendelkeznek a hadműveletekről, illetve az ellenség manővereiről.
Egészen a hidegháború végéig a harcrend felállítása előre tervezhető és meglehetősen precíz művelet volt, hiszen a szemben álló felek, a NATO és a Varsói Szerződés országai meglehetősen pontos információkkal rendelkeztek a velük szemben álló erők létszámáról és felszereléséről, a várható harci taktikáról és harceljárásokról. Azonban a napjainkra jellemző konfliktusokban, amikor hagyományos fegyveres erők kevésbé szervezett felkelőkkel vagy gerillacsapatokkal állnak szemben, a harcrend felállítása rendkívül nagy mennyiségű információ összegyűjtését és elemzését igényli.

## A harcrend meghatározása a magyar hadtudományban
A korszerű magyar meghatározás szerint a harcrend a harc megvívásához rendelkezésre álló erőknek és eszközöknek mélységben és szélességben tagolt csoportosítása. Biztosítania kell a terep adottságainak kihasználását, a manőverezést a harc folyamán, a vezetés és az együttműködés fenntartását. A csapatok harcrendje általában magában foglalja az első és második lépcsőt, a tartalékot, a légi mozgású harccsoportot, a tüzérség és más erők csoportosítását.

## Forrás
- ↑ Hadlex: Szabó József (főszerkesztő): Hadtudományi lexikon. Budapest: Magyar Hadtudományi Társaság. 1995.  ISBN 963-04-5226-x Két kötetben